# Aéroport de Bonnyville
L'aéroport de Bonnyville est un aéroport situé à 3,7 kilomètres au Nord de Bonnyville, au Canada. Il est desservi par la compagnie Integra Air, avec des vols vers Calgary.